# Flavius Josèphe
Pour les articles homonymes, voir Josèphe.
Joseph fils de Matthatias le Prêtre (en hébreu : יוסף בן מתתיהו הכהן, Yossef ben Matityahou HaCohen), plus connu sous son nom latin de Flavius Josèphe (en latin : Titus Flavius Iosephus ; en grec ancien Ἰώσηπος, Iốsêpos), né à Jérusalem en 37/38 et mort à Rome vers 100, est un historiographe romain juif d'origine judéenne du Ier siècle.
Écrite en grec, son œuvre constitue l'une des (seules) sources principales et cruciales sur l'histoire des Judéens du Ier siècle. Deux de ses principaux ouvrages, les Antiquités judaïques et la Guerre des Juifs, relatent les événements et conflits de son temps entre Rome et Jérusalem, même s'ils ne sont pas sans poser de problèmes aux historiens actuels.

## Son nom
Après s'être rendu à Vespasien (67) il a été libéré et après la fin de la grande révolte juive, Joseph ben Mattathias a obtenu la citoyenneté romaine et son tria nomina est devenu Titus Flavius Josephus, prenant ainsi le nom de son bienfaiteur : Titus Flavius Vespasianus. Flavius Josephus a été orthographié Flavius Josèphe par Jean Hardouin (mort en 1729) pour le distinguer de saint Joseph.

## Biographie
« La vie de Flavius Josèphe est bien connue par les détails qu'il en donne lui-même dans ses propres écrits : c'est donc une véritable biographie que l'on peut tracer de cet auteur, grâce aussi à son Autobiographie (Vita) ». Dans cette Vita publiée dans les premières années du IIe siècle pour répondre aux accusations de Juste de Tibériade, il fait grand cas de ses quartiers de noblesse.
Josèphe est né à Jérusalem en 37/38. Fils cadet de Matthias il appartient à une famille sacerdotale de la classe Yehoyarib à qui les Hasmonéens avaient attribué la première place. Son grand-père paternel s'appelait Joseph. Par sa mère, il est apparenté aux Hasmonéens descendant de Jonathan Apphus, fils de Mattathias.
Il grandit avec son frère aîné Matthias et reçoit l'éducation rabbinique qui était de mise dans les familles aisées. « Il a très bonne opinion de ses capacités intellectuelles », faisant état de sa « réputation de mémoire et d'intelligence supérieure (Vita) »ce qui semble juste. Il raconte également, que vers sa quatorzième année, il était déjà malgré son jeune âge, un érudit réputé sage, les « grands prêtres et les notables de la cité venaient [le] voir pour apprendre de [lui] tel ou tel point particulier de la loi ».
Josèphe indique aussi que lorsqu'il eut treize ans, ayant le désir d'apprendre les diverses opinions des Pharisiens, des Sadducéens et des Esséniens, qui d'après lui formaient l'essentiel des « sectes » juives, il « s’instruisit de toutes, et en fit l'épreuve avec beaucoup de travail et d'austérité » afin que les connaissant toutes il puisse s'attacher à celle qui lui paraîtrait la meilleure. Après cela, il aurait aussi fait un séjour de trois ans auprès d'un ermite du désert dénommé Bannos dont André Paul rapproche les mœurs de celles de Jean le Baptiste : « se content[ant] pour vêtement de ce que lui fournissaient les arbres, et pour nourriture, de ce que la terre produit spontanément, et us[ant] de fréquentes ablutions d'eau froide de jour et de nuit, par souci de pureté ».
En 63-64, il est envoyé à Rome et négocie avec succès auprès de Poppée, l'épouse de l'empereur Néron, la libération de prêtres mis en accusation et emprisonnés par le procurateur de Judée, Antonius Felix.
Revenu à Jérusalem, après le début des hostilités en 66, il est nommé commandant militaire de Galilée par les autorités du début de la révolte contre les Romains. Il prend une part active à la première guerre judéo-romaine au cours de laquelle son commandement a du mal à s'imposer, en concurrence avec d'autres responsables régionaux de la révolte tels Jean de Gischala et Juste de Tibériade. Ceux-ci, ainsi que Jésus fils de Sapphias, le soupçonnent de jouer double-jeu et l'accusent de trahison. Ils parviennent à obtenir sa destitution. Mais Josèphe, en faisant jouer d'autres influences à Jérusalem, se maintient quand même à son poste.

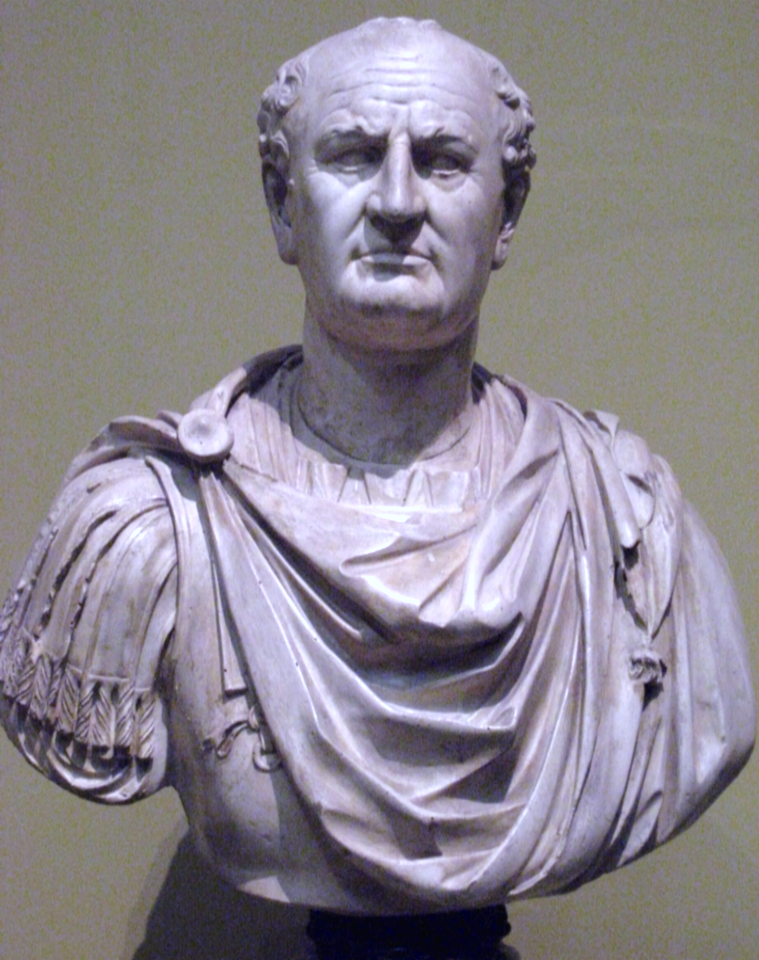
Vespasien.

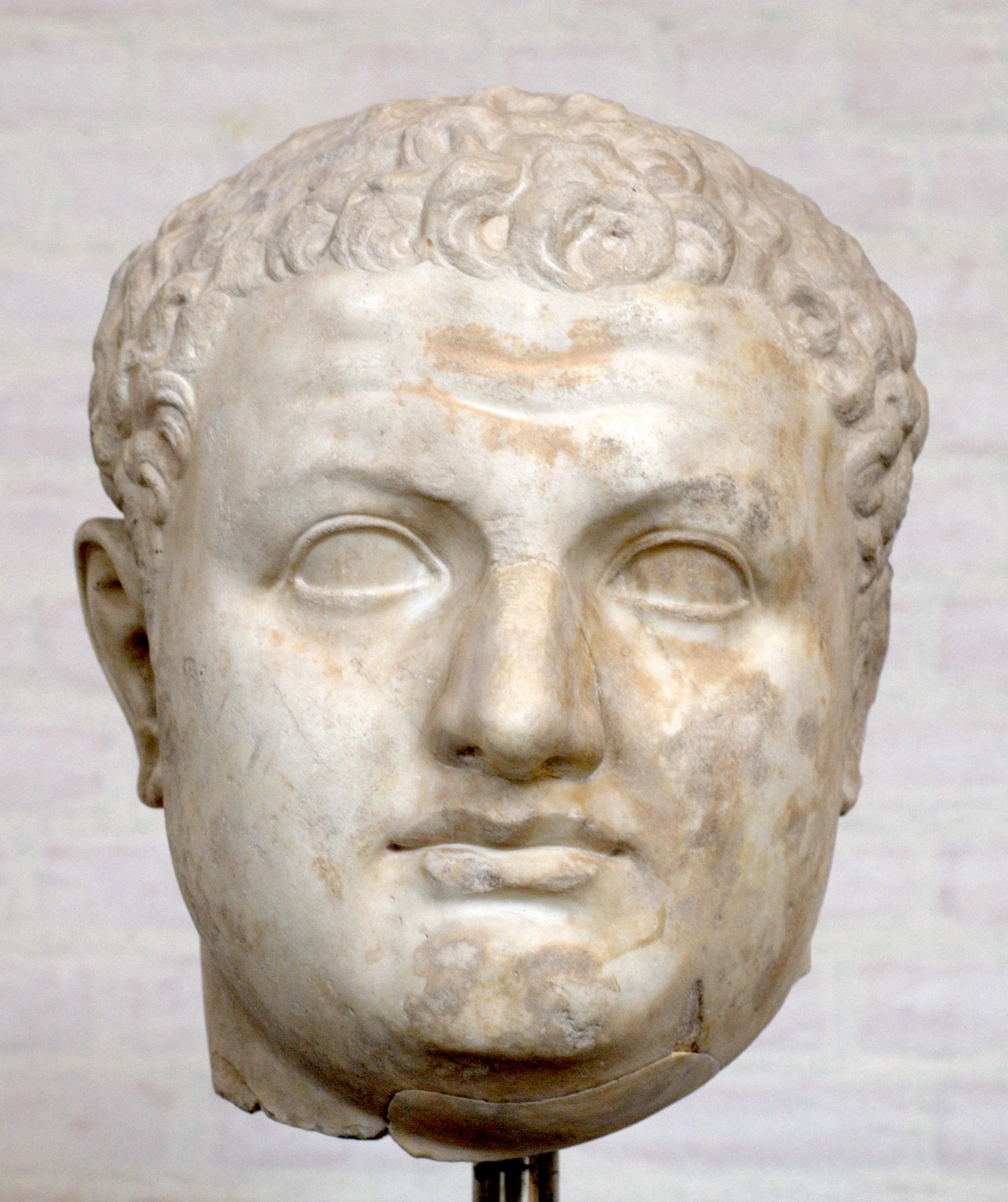
Tête colossale de Titus, provenant d'une statue haute de 3,20 mètres, Glyptothèque de Munich (Inv. 338).

Il se rend aux Romains dès le début de la campagne de Vespasien en Galilée (printemps 67). Selon son propre récit, lors de la prise de la garnison juive de la forteresse de Jotapata, actuelle Yodfat, où des centaines de soldats sont tués et où la plupart des autres se suicident, il est piégé en juillet 67 dans une grotte avec quarante de ses compagnons. Ceux-ci refusent de se rendre aux Romains et se livrent à un suicide collectif, dont seuls Josèphe et un compagnon réchappent, car « un tirage au sort destiné à fixer l'ordre dans lequel ils se donneraient réciproquement la mort désigna Josèphe », pour périr le dernier avec ce compagnon (voir Problème de Josèphe). Après le massacre de leurs compagnons d'arme, « il réussit à le convaincre de choisir avec lui la vie », pour finalement se livrer au général en chef des troupes romaines de Vespasien et son fils Titus. Cette version a semblé hautement improbable à nombre de critiques qui pensent qu'il a manipulé le tirage au sort, ce qui lui a valu une réputation de traître pendant des siècles.
Selon ses dires, il promet à Vespasien l'empire, dans un oracle inspiré des prophéties messianiques contenues dans les livres saints judaïques. Intrigué, Vespasien épargne sa vie et le tient en captivité dans le camp militaire de Césarée de juillet 67 à décembre 69. Cette prédiction, qui participe de la propagande flavienne à la recherche de légitimation d'essence divine, lui vaut son élargissement en 69 avec statut d'affranchi, peu après la nomination de Vespasien comme empereur. Il rejoint son nouveau protecteur à Alexandrie. Dès lors, il se place au service des Romains comme intermédiaire, interprète et négociateur entre ces derniers et les Juifs lors du siège de Jérusalem conduit par Titus en 70, ce qui lui vaut une réputation de traître dans le monde juif.
Après la fin de la grande révolte judéenne, en 71, il s'établit auprès de son protecteur à Rome où il obtient la citoyenneté romaine. Il prend alors le prénom de Titus et le nom de Flavius en l'honneur de ses protecteurs et bénéficie d'une pension permanente de la dynastie régnante auprès de laquelle il vit en courtisan lettré. C'est à cette période, qu'il rédige tous ses écrits historiques connus, principale source non chrétienne sur la période du second temple de Jérusalem. Il rapporte notamment le siège et la prise de Massada en 74.
La question s'est posée de savoir quel rôle Josèphe avait joué dans l'affaire de la liaison de Bérénice avec Titus, que son père l'empereur Vespasien ne voyait sans doute pas d'un bon œil. Titus finit par renvoyer Bérénice. Josèphe, proche de Titus, devait être au courant de tous les détails mais ne souffle pas un mot de l'idylle impériale et des intrigues qui l'accompagnèrent. Tout au plus peut-on supposer qu'une phrase de son autobiographie pourrait y faire allusion : « Dieu me délivra encore de plusieurs autres fausses accusations de mes ennemis ».
Pour Robert Eisenman, l'Épaphrodite que Domitien fait exécuter alors que Josèphe publie ses Antiquités judaïques en 94 est le secrétaire de même nom qui a joué un grand rôle dans l'écriture de son œuvre et qu'il mentionne (Ant. 1,8, Vita 430, Appion 2, 1 et 2, 296). Il estime que cette exécution est peut-être en rapport avec le contenu d'une des versions du livre.
Flavius Josèphe a probablement été marié trois fois. Il répudie une première épouse, une captive originaire de Césarée. Il divorce ensuite de sa seconde femme, une Judéenne d'Alexandrie avec laquelle il a un fils, Flavius Hyrcanus (en), et se marie à nouveau avec une Judéenne de Crète. « De ces deux dernières unions, il est resté trois fils: Hyrcan, Justus, et Simonidès surnommé Agrippa dont on ne sait rien par ailleurs ».
On ignore la date exacte de sa mort, qui se situe à l'extrême fin du Ier ou au début du IIe siècle. Dans son Histoire ecclésiastique, Eusèbe de Césarée rapporte qu'une statue de Flavius Josèphe a été érigée à Rome.
« Il se pourrait qu'il soit question de lui dans le Talmud de Babylone (Pesahim 53a), mais sous le nom de Théodore, traduction grecque du nom de Matthatias. »

## Transmission de son œuvre
La conservation et la transmission de toute l'œuvre de Flavius Josèphe est redevable à la tradition chrétienne « qui y a vu le complément indispensable de ses Écritures saintes, et plus particulièrement du Nouveau Testament ». « S'il n'avait tenu qu'à la tradition juive, il est probable que son œuvre ne serait jamais parvenue à la postérité ». En effet, Josèphe n'est cité dans la littérature juive — peut-être à une exception près — qu'à partir du Xe siècle. Au contraire, les chrétiens de ce qui allait devenir la Grande Église semblent l'avoir tout de suite adoptée et les écrivains chrétiens l'ont très tôt utilisée et citée, comme en témoignent Origène (mort vers 253), Eusèbe de Césarée, Jérôme de Stridon — qui le surnomme le « Tite-Live grec » — et bien d'autres par la suite.
« C'est pour des raisons théologiques que l'œuvre de Josèphe, apparemment peu lue par les Grecs et dédaignée par les Juifs a été recueillie par les chrétiens qui en ont assuré la transmission et la conservation pour la postérité ». « Selon une certaine théologie chrétienne de l'histoire », ils ont interprété la chute de Jérusalem — relatée en détail dans la Guerre des Juifs — comme la punition du peuple Juif pour ses méfaits allégués à l'égard de Jésus. De plus, les écrits de Josèphe « sont proches de ceux du Nouveau Testament » et en « éclairent l'arrière plan historique et religieux ». L'œuvre de Josèphe a même été considérée comme étant le cinquième évangile, au moins jusqu'à la Contre-Réforme, dans le courant du XVIe siècle. L'Occident latin l'a « lue et traitée presque à l'égal d'un texte sacré ».

## Critique de son œuvre
« Joseph ben Mattathias, dit Flavius Josèphe, est considéré comme le plus grand historiographe judéen et comme l'un des plus grands historiographes de l'Antiquité gréco-romaine »,. « C'est à Rome, alors qu'il fait partie de la « famille » des Flaviens, que Flavius Josèphe écrit son œuvre littéraire ». Il demeure dans cette ville jusqu'à sa mort sous la protection de la famille impériale dont il est pensionné permanent, installé dans une maison, propriété des empereurs, y menant une existence de courtisan lettré tout en écrivant ses livres,.
« Ces circonstances rendent suspecte, même a priori, la présentation que Josèphe nous propose de faits auxquels il a été si étroitement mêlé ». Historien officiel des Flaviens, la crédibilité de Flavius Josèphe a souvent été mise en cause. Ses travaux sont souvent considérés comme de la propagande romaine ou déconsidérés comme une apologie de ses propres actions visant à réhabiliter sa réputation,. Selon Marcel Simon, « son récit abonde en contradictions, en ambiguïtés, voire, dans la mesure où nous sommes en mesure de l'établir, en erreurs ». « Publié avec l'imprimatur et sur l'ordre de Titus, la Guerre des Juifs est un écrit de propagande officielle, qui magnifie, sans le moindre mot de critique, la puissance romaine et qu'anime une aversion foncière pour le nationalisme exacerbé des Zélotes, rendus responsables » de la défaite des Juifs et de la destruction du Temple de Jérusalem. Après les morts de Domitien (96) et d'Agrippa II, Juste de Tibériade a publié un livre qui visiblement contestait fortement les affirmations de Josèphe sur bien des points. Toutefois, ce livre semble avoir presque immédiatement disparu et les attaques de Josèphe à son encontre ont probablement contribué à cette disparition. Son Autobiographie est d'ailleurs écrite pour répliquer aux contestations de Juste de Tibériade. D'après Eusèbe de Césarée, Josèphe y écrit d'ailleurs : « l'empereur Titus a jugé que la mémoire de ces faits ne devait être transmise aux hommes que par ces seuls récits », ce qui explique probablement la disparition de ceux de Juste. Analysant précisément ce qu'écrit Josèphe dans son Autobiographie, Shaye Cohen constate[réf. nécessaire] qu'il se permet d'ignorer ce que disait Justus au sujet des sièges de Jotapata et de Jérusalem, probablement parce que les principales charges étaient ailleurs et concernaient d'autres événements après son arrivée en Galilée.
Selon Marcel Simon, « il est d'autant plus difficile de formuler un jugement équitable [sur Josèphe] que tout ce que nous savons de lui vient de sa propre plume ».

## Œuvres principales de Flavius Josèphe
Josèphe est l'un des rares auteurs antiques dont nous avons conservé la plupart des œuvres. On ne sait si le rapport préliminaire en araméen sur lequel se fonde sa Vita a existé, une hypothèse qui reste difficile à confirmer ; de même, nous ne savons pas s'il a écrit son traité en quatre livres sur la doctrine judaïque, qu'il annonce à la fin des Antiquités judaïques (XX, 266).
C'est à la tradition chrétienne, qui a utilisé ses écrits à son profit, que l'on doit la conservation et la transmission de l'œuvre de Flavius Josèphe. Selon Simon Claude Mimouni, « l'œuvre de Josèphe, avant d'être « récupérée » par les chrétiens, a sans doute été portée par des Judéens ne relevant nullement du mouvement rabbinique, mais plutôt du judaïsme synagogal de culture et de langue grecques ».

### LaGuerre des Juifs

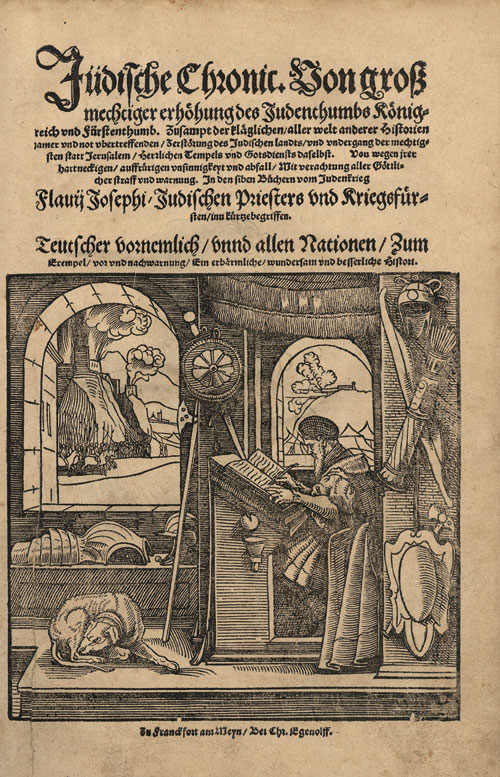
Jüdische Chronic, traduction hâtive de 1552, en allemand, de Bellum Judaicum « Guerre des Juifs », de Flavius Josèphe. Page de couverture avec illustration fantaisiste.

La Guerre des Juifs contre les Romains (en grec Φλαυίου Ἰωσήπου ἱστορία Ἰουδαικοῦ πολέμου πρὸς Ῥωμαίους / Flaouiou Iôsèpou historïa Ioudaïkou polémou pros Rhômaïous), est édité en grande partie entre 75 et 79 (le livre VII pourrait dater d'entre 81 et 96. Il s'agit d'un récit en sept livres du dernier soulèvement de la Judée (66) et de la prise de Jérusalem par Titus (en 70). Œuvre écrite par Josèphe probablement avec l'aide d'assistants pour la rédaction grecque, à partir d'une version araméenne, qui a été reprise et élargie. Traduction André Pelletier, Les Belles Lettres, 1975, 3 t., rééd. 2003. Traduction Pierre Savinel, Éditions de Minuit, 1977, en un volume.
[lire sur Gallica]
[lire sur Remacle]

### LesAntiquités judaïques
Les Antiquités judaïques (93) est un récit de vingt livres, inspiré par les Antiquités romaines de Denys d'Halicarnasse, adaptant l'histoire du peuple juif à la mentalité romaine. Il est édité aux alentours de 93/94, sous le règne de Domitien. De fait, les livres I à IX ne sont qu'un « des ouvrages bibliques jusqu'à Esdras-Néhémie ». Les dix derniers livres constituent un document historique de tout premier ordre. « Les Antiquités judaïques sont particulièrement importantes pour la connaissance des périodes grecque et romaine en Palestine, de même que pour la connaissance des dynasties hasmonéenne et hérodienne. » Il y contredit ses affirmations faites dans la Guerre des Juifs sur plusieurs points, par exemple sur l’avènement au trône d'Agrippa Ier ou son rôle dans l’avènement de Claude à l'Empire ou son appréciation sur le procurateur Lucceius Albinus. Traduction Étienne Nodet, livres I à XI, Éditions du Cerf, 1992-2010.
[lire sur Gallica]
[lire sur Remacle]

### SonAutobiographie
Autobiographie (en grec Ἰωσήπου βίος / Iôsepou Bios) est une véritable autobiographie de Josèphe. Elle est publiée en appendice à la seconde édition des Antiquités judaïques (vers l'an 100). On y trouve une défense de sa conduite en Galilée en 66 et 67, face aux critiques très violentes de Juste de Tibériade. Il y contredit ses affirmations faites dans la Guerre des Juifs sur plusieurs points, notamment sur son action et celles de ses adversaires juifs en Galilée et sur les circonstances de leurs morts. Traduction André Pelletier, Les Belles Lettres, 1959, 5e éd. 2003, XXI-155 p.
[lire sur Gallica]
[lire sur Remacle]

### Contre Apion
Contre Apion (peu avant la mort de Josèphe) : Œuvre polémique en deux volumes dans laquelle il défend des traditions juives. Il y dément l'accusation d'Apion selon laquelle les Juifs devaient participer à des rituels qui ont abouti à des sacrifices humains sanglants. C'est aussi une réponse aux critiques soulevées lors de la publication des Antiquités judaïques tant dans les milieux juifs que dans les milieux grecs. Traduction Léon Blum, Les Belles Lettres, 1930, XXXIX-243 p., 3e éd. 2003. Nouvelle édition, augmentée et mise à jour par Sylvie Anne Goldberg, Paris, Les Belles Lettres, Classiques en Poche, 2018.
[lire sur Gallica]
[lire sur Wikisource]
[lire sur Remacle (tome 1)]
[lire sur Remacle (tome 2)]

## Transmission

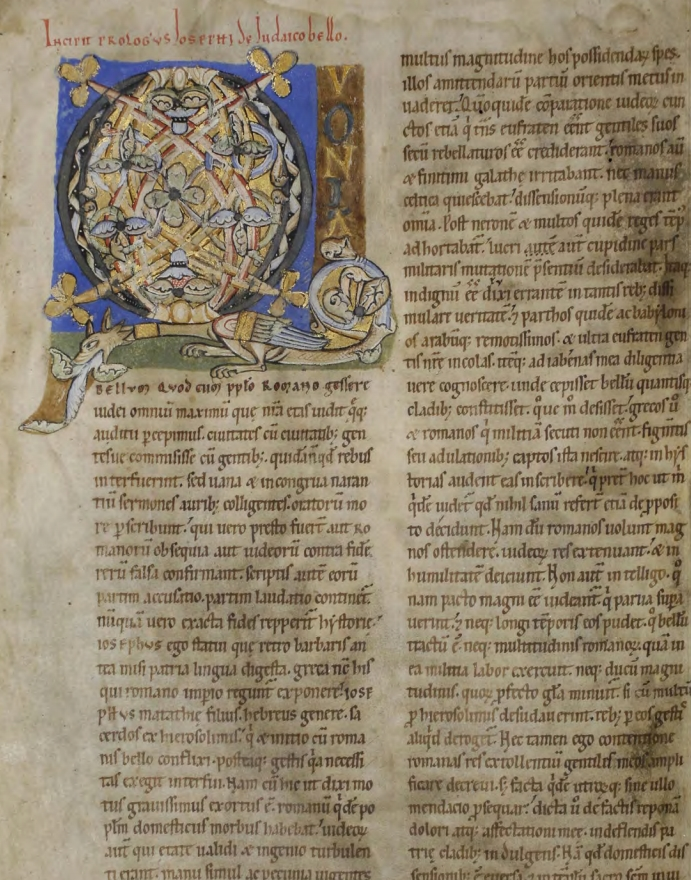
De bello Judaico, vers 1200.

Longtemps ignorée ou rejetée par les Juifs, l'œuvre de Flavius Josèphe a été essentiellement transmise par les chrétiens, intéressés par des récits en rapport avec l'origine de leur religion. Le IVe Livre des Maccabées a été longtemps attribué à Josèphe, et dans une version de la Peshitta (la Bible syriaque) conservée dans la Bibliothèque ambrosienne de Milan le livre VI de la Guerre des Juifs est intégré au canon biblique comme Ve Livre des Maccabées. Au VIIIe siècle, dans ses Sacra parallela (florilège de citations de la Bible et des Pères de l'Église groupées par matière et par ordre alphabétique), Jean Damascène fait figurer des extraits des Antiquités judaïques et de la Guerre des Juifs.

### Traductions et adaptations en latin

#### Lepseudo-Hégésippe
Au IVe siècle, un chrétien produisit une libre adaptation en latin de la Guerre des Juifs, en cinq livres (les trois derniers livres sur sept étant réduits en un seul, et des passages des Antiquités judaïques et quelques éléments d'autres auteurs étant intégrés). Des remarques apocryphes, qui pourraient être considérées comme hostiles ou revanchardes à l'égard des Juifs, sont ajoutées. Dans les manuscrits, le texte est intitulé soit De excidio urbis Hierosolymitanæ (La Destruction de Jérusalem), soit simplement Historiæ, mais il est plus connu sous le nom de Pseudo-Hégésippe. Très diffusé au Moyen Âge (douze manuscrits rien qu'à la Bibliothèque nationale de France), ce texte a été longtemps attribué à Ambroise de Milan, puis placé sous le nom d'« Hégésippe ». Le nom d'auteur Hégésippe (Hegesippus) qui se rencontre dans la majorité des manuscrits provient sûrement de la bévue tardive d'un copiste (pas avant le IXe siècle) : sans doute une mauvaise lecture de Iosippus, orthographe utilisée pour Iosephus. Cette erreur a conduit ensuite à une confusion avec l'Hégésippe du IIe siècle cité par Eusèbe de Césarée, qui n'a sûrement rien à voir avec ce texte. La majorité des spécialistes modernes le considèrent prudemment comme anonyme.
Cette adaptation « s'inscrit dans une interprétation chrétienne de l'histoire où l'on rencontre aussi des références à Jean le Baptiste et à Jésus de Nazareth ». Dans son livre III, l'auteur ajoute des récits sur les apôtres qui sont « étrangers à la littérature canonique ».

#### Traductions en latin
Ce Pseudo-Hégésippe ne doit pas être confondu avec une traduction ancienne de la Guerre des Juifs en latin, datant également de la fin du IVe  ou du début du Ve siècle : elle a été attribuée, soit à saint Jérôme, à cause d'une allusion dans sa lettre 71, où il dément justement une rumeur selon laquelle il aurait réalisé cette traduction (d'autant qu'il admire Josèphe, le considérant comme « le Tite-Live grec »), soit plus souvent à Rufin d'Aquilée (mais dans sa traduction de l' Histoire ecclésiastique d'Eusèbe de Césarée les citations de Josèphe sont rendues différemment). Les traductions latines conservées des Antiquités judaïques et du Contre Apion sont un peu plus tardives : elles ont été effectuées sous l'égide de Cassiodore vers le milieu du VIe siècle (Inst. div. litt., § 17, où il ne donne pas le nom du traducteur). Ces traductions furent très répandues au Moyen Âge (Franz Blatt, qui a entamé une édition du « Josèphe latin », recense pour les Antiquités 171 manuscrits).

### Une paraphrase en hébreu: le Yossippon
La réintroduction de Josèphe dans la tradition juive rabbinique date du milieu du Xe siècle, avec une paraphrase en hébreu d'une partie substantielle de ses écrits appelée le Yossipon. Réalisée en Italie du Sud, il s'agit d'une libre adaptation des textes latins de plusieurs livres des Antiquités, puis de l'Hégésippe. « Le succès de cet ouvrage est dû pour une grande part à une fausse attribution à Josèphe lui-même, mais qui est pris pour Joseph ben Gourion ». Il a connu une telle diffusion qu'on en connaît très vite une traduction arabe réalisée par un Juif du Yémen au Xe – XIe siècle, ainsi qu'une traduction éthiopienne à partir de l'arabe au XIIe – XIVe siècle (livre reconnu canonique par l'Église éthiopienne orthodoxe).

### Traductions dans les langues du Moyen Âge

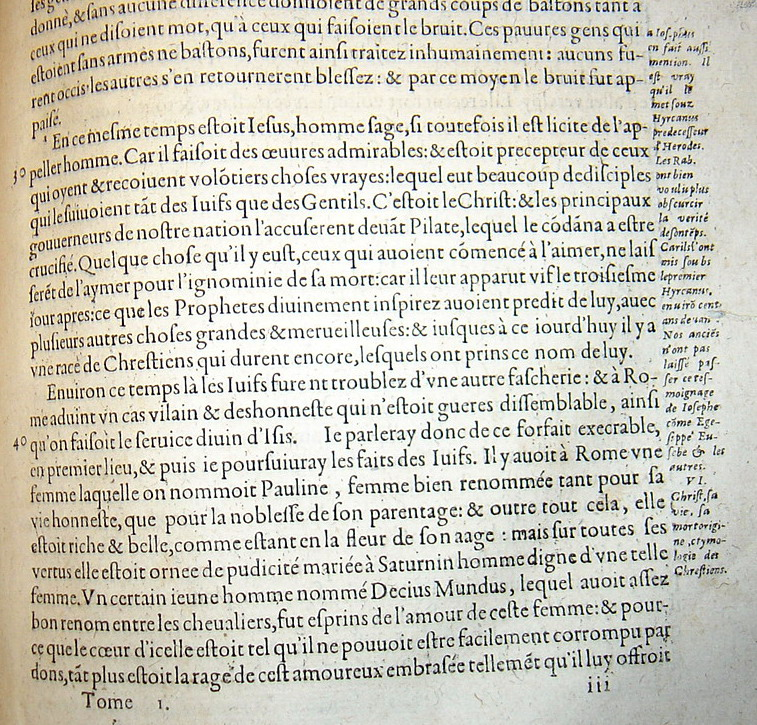
Testimonium in Histoire de Flavius Josèphe, Paris, 1631.

S'agissant des langues vernaculaires européennes du Moyen Âge, les catalogues de bibliothèques monastiques montrent qu'il a existé des traductions de Flavius Josèphe dès les IXe et Xe siècles, d'abord en irlandais, puis en anglo-saxon, en vieux français et en divers dialectes germaniques. La traduction-adaptation en langue slavonne (Vieux-slave) date probablement du XIIe siècle. Les plus anciennes traductions en vieux français qui nous soient parvenues datent du règne de Charles V (1364-1380), qui fit traduire un grand nombre d'œuvres de l'Antiquité (c'est une date relativement tardive, car on possède des versions d'autres textes antiques en vieux français qui datent des XIIe et XIIIe siècles). « L'intérêt pour l'histoire en général, pour l'histoire antique et pour Josèphe en particulier, atteint son apogée au tournant du XVe siècle ». On possède de nombreux manuscrits, enluminés ou non, mais seulement en latin et en français, à l'exclusion (apparemment) des autres langues (la version française se retrouve dans des manuscrits un peu partout en Europe, le plus célèbre étant sans doute le manuscrit des Antiquités illustré par Jean Fouquet). La deuxième traduction française conservée est due à Guillaume Coquillard (dans les années 1460/70). Dès 1470 paraissait à Augsbourg la première édition imprimée des textes latins des Antiquités et de la Guerre des Juifs, réalisée par l'imprimeur Johann Schussler. Il y eut ensuite celle d'Albertinus Vercellensis (Venise, 1499, puis 1510), puis celle de Johann Froben (Bâle, 1524), qui a servi de référence depuis. Une version française imprimée et illustrée de la Guerre des Juifs fut réalisée entre 1493 et 1498 par Antoine Vérard et offerte au roi Charles VIII (avec une traduction faite spécialement par un anonyme, qui indique dans une dédicace au roi qu'il a terminé son travail le 7 décembre 1492). En 1516, l'imprimeur Jehan Longis mettait sous presse une nouvelle traduction française de la Guerre (celle de Nicolas de Herberay, seigneur des Essarts). Une édition en langue allemande fut imprimée à Strasbourg en 1531. Le Yossipon, paraphrase en hébreu d'une partie substantielle des écrits de Josèphe avait été imprimé à Mantoue dès 1476.

### Les textes en grec
Quant aux textes antiques grecs, conservés par les Byzantins (dans la Bibliothèque de Photius, la Guerre des Juifs fait l'objet du codex 47, les Antiquités judaïques des codex 76 et 238), ils sont connus par plus de cent trente manuscrits s'échelonnant du Xe  au XVIe siècle (dont trente-trois du Xe  au XIIIe siècle ; une vingtaine en tout à la Bibliothèque nationale de France). L’édition princeps, due également à Johann Froben, fut réalisée à Bâle en 1544. Cependant, les vieilles traductions latines continuèrent d'être utilisées dans des éditions bilingues (par exemple l'édition partielle des Antiquités judaïques préparée par Edward Bernard (en) et publiée à Oxford en 1700). En 1958, une édition du « Josèphe latin » fut commencée par Franz Blatt aux presses de l'Université d'Aarhus (cinq premiers livres des Antiquités), mais l'entreprise ne fut pas menée jusqu'au bout.

#### Ouvrages de Flavius Josèphe
- Flavius Josèphe (trad. du grec ancien par Pierre Savinel), La Guerre des Juifs, Paris, Les Éditions de Minuit, 1977, 602 p. (ISBN 2-7073-0135-3). .
- Flavius Josèphe (trad. du grec ancien par Pelletier), Autobiographie, Paris, Les Belles-Lettres, coll. « Collection des universités de France "Budé", série grecque », 1959, 79 p..
- Flavius Josèphe, Autobiographie (édition bilingue français/grec), traduit par André Pelletier, Paris, Les Belles Lettres, édition revue et corrigée, 1984  (ISBN 978-2-251-00177-7)
- Flavius Josèphe (trad. du grec ancien par J. A. C. Buchon), Œuvre complète de Flavius Josèphe, Paris, Librairie C. Delagrave, 1870, 878 p.
- Franz Blatt, The Latin Josephus I, Introduction and Text : The Antiquities, livres I-V, Acta Jutlandica XXX. I., Aarhus, Universitetsforlaget (Copenhague, Munksgaard), 1958.
- Flavius Josèphe (trad. du grec ancien par André Pelletier et autres trad. dans une édition établie et présentée par Mireille Hadas-Lebel), Œuvres complètes, Paris, Bouquins, 2022, 1501 p. (ISBN 978-2-221-13298-2).

#### Historiens
- (en) Shaye J. D. Cohen, Josephus in Galilee and Rome : His Vita and Development as a Historian, Brill, 2002 (1re éd. 1979), 277 p. (ISBN 0-391-04158-4, lire en ligne). .
- Thérèse Frankfort, La date de l'Autobiographie de Flavius Josèphe et des œuvres de Justus de Tibériade, Revue belge de philologie et d'histoire, Bruxelles, Société pour le Progrès des Études Philologiques et Historiques, coll. « Antiquité - Houdeid » (no 39), 1961 (ISSN 2295-9068, lire en ligne), p. 52-58.
- Henri Seyrig, Antiquités syriennes : Un officier d'Agrippa II, Syria. Archéologie, Art et histoire, Paris, Institut français du Proche-Orient (no 42), 1965 (ISSN 2076-8435, lire en ligne), p. 25-34.
- Christian-Georges Schwentzel, Hérode le Grand, Paris, Pygmalion, 2011, 321 p. (ISBN 978-2-7564-0472-1).
- Simon Claude Mimouni, Le Judaïsme ancien du VIe siècle avant notre ère au IIIe siècle de notre ère : des prêtres aux rabbins, Paris, PUF, coll. « Nouvelle Clio », 2012, 968 p. (ISBN 978-2-13-056396-9, présentation en ligne).
- (en) Robert Eisenman, James the Brother of Jesus And The Dead Sea Scrolls, The Historical James, Paul as the Enemy, and Jesus' Brothers as Apostles, Vol. I, GDP, 2012, 411 p. (ISBN 978-0-9855991-3-3).
- (en) Robert Eisenman, James the Brother of Jesus And The Dead Sea Scrolls, The Damascus Code, the Tent of David, the New Convenant, and the Blood of Christ, vol. II, GDP, 2012, 443 p. (ISBN 978-0-9855991-6-4).
- (en) Flavius Josèphe et Steve Mason (dir.) (trad. du grec ancien par Louis H. Feldman), Life of Josephus : Translation and Commentary, vol. 9, Leyde, Boston, Cologne, Brill, 2001, 293 p. (ISBN 90-04-11793-8, présentation en ligne).
- (en) Flavius Josèphe et William Whiston (trad. Willian Whiston), The Life of Flavius Josephus, The Floating Press, 2008, 106 p. (ISBN 978-1-77541-202-1, présentation en ligne).
- (en) Seth Schwartz, Josephus and Judaean Politics, Leyde - New York - Cologne, E. J. Brill, 1990, 263 p. (ISBN 90-04-09230-7, présentation en ligne).
- (en) Brian Jones, The Emperor Domitian, Londres et New York, Routledge, 2002, 292 p. (ISBN 0-415-10195-6, présentation en ligne).
- (en) Kenneth Jones, Jewish Reactions to the Destruction of Jerusalem in A.D. 70 : Apocalypses and Related Pseudepigrapha, Leyde, Brill, 2011, 305 p. (ISBN 978-90-04-21027-1, présentation en ligne).
- Maurice Sartre, Bostra : des origines à l'Islam, Paris, Librairie orientaliste Paul Geuthner, 1985, 279 p. (présentation en ligne).
- François Blanchetière, Enquête sur les racines juives du mouvement chrétien, Cerf, 2001, 586 p. (ISBN 978-2-204-06215-2).
- (en) Lester L. Grabbe, Judaïsm from Cyrus to Hadrian, Vol. II, Fortress Press, 1992, 722 p. (ISBN 0-8006-2621-4).
- Bernard Théron, Les Flaviens dans « La guerre des Juifs » de Flavius Josèphe, Dialogues d'histoire ancienne, Paris (no 7), 1981 (ISSN 1955-270X, lire en ligne), p. 235-245.
- (en) Jack Pastor, Pnina Stern et Menahem Mor, Flavius Josephus : interpretation and history, Leyde, Brill, 2011, 438 p. (ISBN 978-90-04-19126-6, présentation en ligne).
- Denis Lamour, « L'Autobiographie de Flavius Josephe ou le roman d'une vie », Revue belge de philologie et d'histoire, t. 77,‎ 1999, p. 105-130 (lire en ligne)
- Étienne Nodet et Justin Taylor, Essai sur les origines du christianisme : une secte éclatée, Paris, Édition du Cerf, 1998, 429 p. (ISBN 2-204-05819-X).
- Lucien Poznanski, La Chute du Temple de Jérusalem, Bruxelles, Complexe, coll. « Historiques », no 108, 1997.
- Mireille Hadas-Lebel, Flavius Josèphe, le Juif de Rome, Paris, Fayard, 1989.
- Mireille Hadas-Lebel, Jérusalem contre Rome (collection « Biblis »), Paris, CNRS, 2012.  (ISBN 978-2271073037)
- H. St. J. Thackeray, Flavius Josèphe : l'homme et l'historien (1929), trad. fr. de E. Nodet, avec annotation et appendice sur la version slavonne de la Guerre, éd. Cerf, 2000.
- Monette Bohrmann, Flavius Josèphe, les Zélotes et Yavné, Berne, Peter Lang, 1989.

#### Iconographie et peinture
- Guy N. Deutsch, Iconographie de L'Illustration de Flavius Josèphe au temps de Jean Fouquet, Leyde, Brill, 1986
- Christian Tümpel, « La Réception des "Antiquités judaïques" de Flavius Josèphe dans la peinture d’histoire hollandaise aux XVIe et XVIIe siècles », dans Rembrandt et la Nouvelle Jérusalem. Juifs et chrétiens à Amsterdam au siècle d’or, Paris 2007, p. 37-54.Traduction d'un article paru en 1993 : (en) The Influence of Josephus Flavius' Antiquities of the Jews on Seventeenth-century Painting, in: Martin Weyl, Rivka Weiss-Blok, Rembrandt's Holland, Jérusalem, 1993, p. 155–168.
- (en) Steven H. Wander, « Author Portrait od Josephus, the Writer of History (Berne Burgerbibliothek, Cod. 50, fol 2r) and his lost statue in Rome », Revue suisse d'art et d'archéologie, vol. 78, no 1,‎ 2021, p. 5-18 (ISSN 0044-3476).

#### Essais et romans
- Denis Lamour, Flavius Josèphe, Paris, Les Belles Lettres, coll. « Figures du Savoir », no 21, 2000.
- Patrick Banon, Flavius Josèphe : un Juif dans l'Empire romain, Paris, Éditions de la Renaissance, 2007  (ISBN 978-2750903237). Réédité en 2022 en format poche.
- Lion Feuchtwanger a écrit un roman "La Guerre de Judée" (1932) - " Les Fils " - "Le jour viendra". Fayard, 1996-2000.
- Max Gallo, Titus : le martyre des juifs, Éditions Fayard, 2006.